# ماريو روماناش
ماريو روماناش (بالإنجليزية: Mario Romañach)‏؛ (1917–1984)؛ مهندسًا معماريًا كوبيًا عصريًا.

## السيرة الذاتية
أنهى ماريو روماناخ دراساته العليا في جامعة هافانا، جنبًا إلى جنب مع ماكس بورخيس جونيور وفرانك مارتينيز ونيكولاس كوينتانا وريكاردو بورو أنطونيو كوينتانا وإميليو ديل جونكو، كان أحد الطلاب المعماريين الذين شاركوا في حدث «حرق فيجنولا». لقد سعوا إلى التمرد على نظام التعليم الساري حتى ذلك الحين في كوبا. أقيم الحدث في ساحة مدرسة الهندسة المعمارية بجامعة هافانا في عام 1944، عندما أحرق مجموعة من الطلاب والخريجين الجدد عدة نسخ من «المعاهدة الأساسية العملية للهندسة المعمارية» أو دراسة الأوامر الخمسة لـ جياكومو باروزي من Vignola | فيجنولا (1507-1573)، أحد رواد تدريس العمارة الكلاسيكية. منذ هذا التاريخ، بدأ ماريو روماناش حياته المهنية كواحد من أبرز المتخصصين في الهندسة المعمارية الحديثة في كوبا.

## 1956خطة هافانا التجريبية

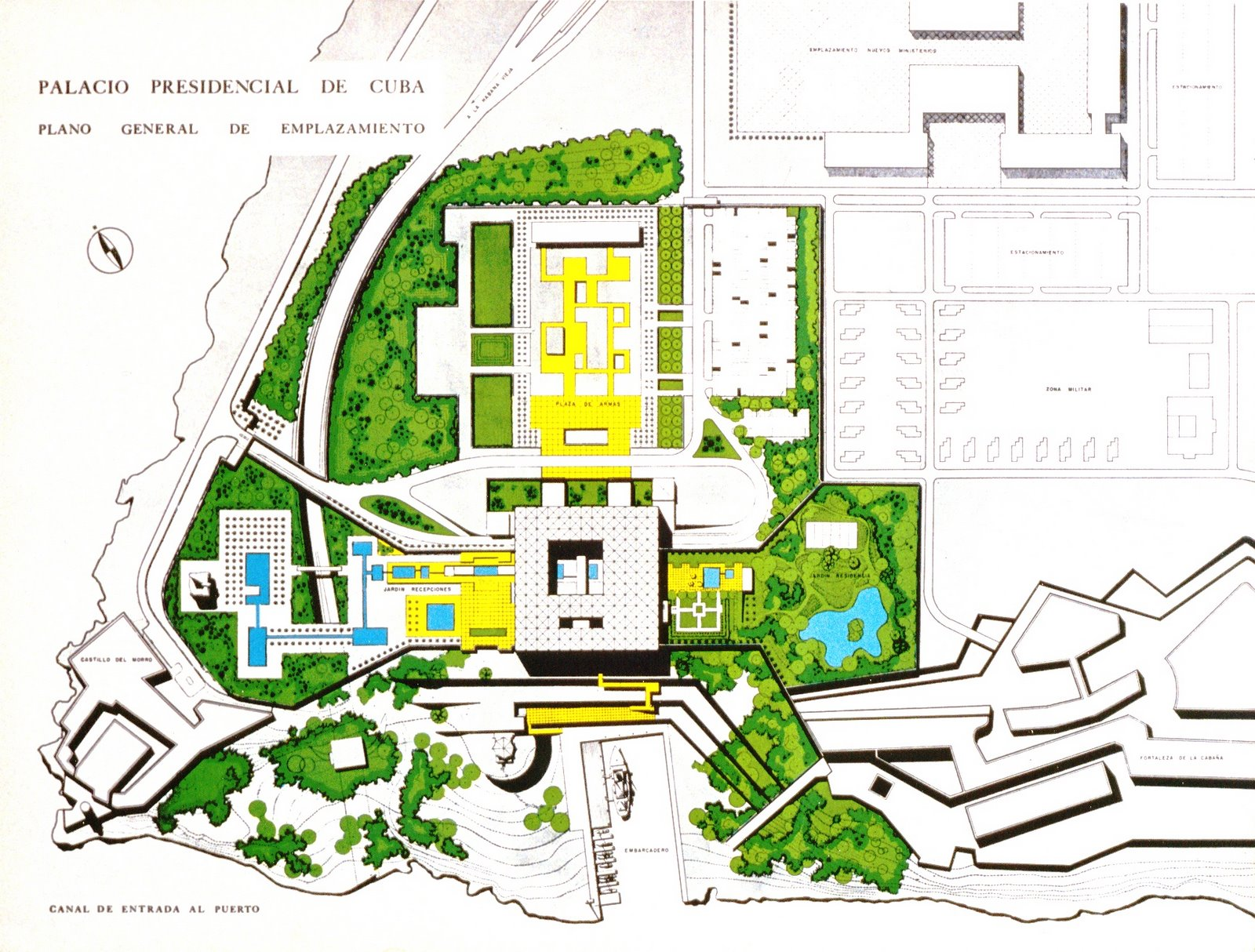
خطة تجريبية لهافانا. 1956. تصميم ماريو روماناش وغابرييلا مينينديز وجوزيب لويس سيرت للقصر الرئاسي الجديد بالقرب من قلعة سان كارلوس دي لا كابانا.

«استأجر فولجينسيو باتيستا في عصر الخمسينيات المهندس المعماري الكاتالوني المهم جوزيب لويس سيرت الذي عمل مع لو كوربوزييه في ورشته في شارع شارع سيفرس 35 في باريس. يشرح سيرت خطة هافانا الرئيسية بالتعاون مع بول ليستر وينر وبول شولز في عام 1956. بالنسبة لجمهورية كوبا، يشارك المهندس المعماري نيكولاس أرويو، وزير الأشغال العامة في حكومة باتيستا والمهندس المعماري الموهوب ماريو روماناك في بنائه.»

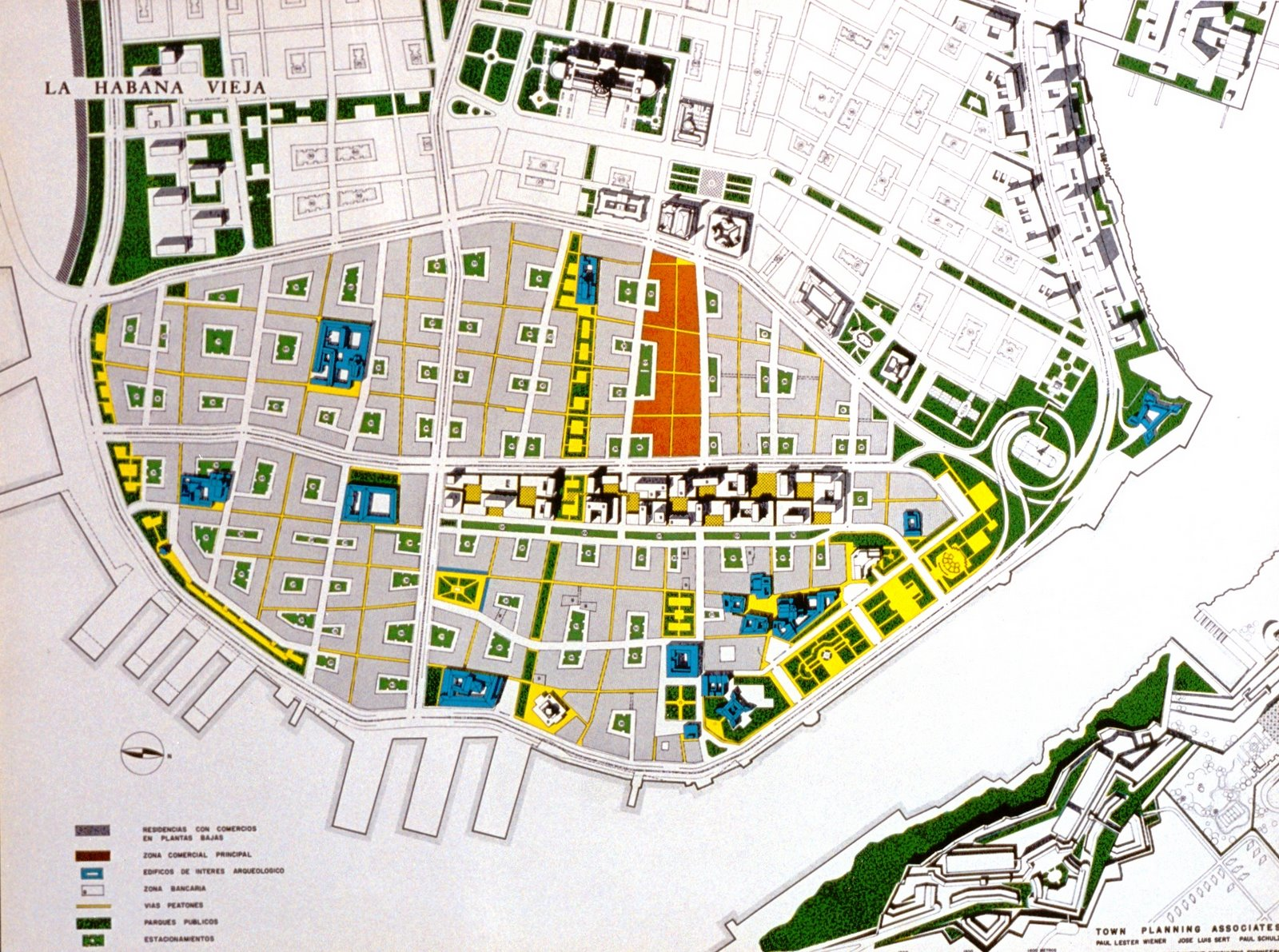
خطة تجريبية لهافانا .1956. تصميم لهافانا القديمة

ماريو روماناش، تعاون في خطة تجريبية تحت رعاية وزير الأشغال العامة، ومجلس التخطيط الوطني في كوبا بين عامي 1955 و 1958، في تطوير خطة تجريبية لهافانا. ، وهي شركة استشارية من نيويورك، بقيادة المهندس المعماري الكاتالوني جوزيب لويس سيرت وشركائها بول ليستر وينر وبول شولز، تم تعيينه من قبل وزير الأشغال العامة بقصد توجيه تطور النمو المستمر لمدينة هافانا خلال العقد القادم. منطقة العاصمة بأكملها من هافانا سيتأثر بـ خطة بيلوتو التي تضمنت توصيات لتطوير المناطق غير المبنية وتوزيع الوظائف الأربع لميثاق أثينا على النحو المبين في بيان لو كوربوزييه للتخطيط الحضري المنشور في عام 1943 من أجل المؤتمر الدولي للعمارة الحديثة مما أدى إلى «المدينة الوظيفية» من خلال تقسيم المناطق الجديد والحديث. كان العنصر الأكثر أهمية في الخطة التجريبية هو نظام النقل الشامل لهافانا. كان الهدف من الخطة هو احتواء الجهود المختلفة للفترات التاريخية المختلفة ضمن الترتيب المفاهيمي لتخطيط المدينة. ركزت خطة سيرت ووينر على توفير إمكانية وصول محسنة لحركة المرور إلى قلب المدينة القديمة. «تم التخطيط لطريقين رئيسيين مزدوجين بين الشمال والجنوب لقطع وسط هافانا القديمة في كالي كوبا وكالي هابانا. وكان من المقرر قطع طريق مزدوج آخر عبر المركز على محور شرقي غربي على طول شارع كالي مورالا، وكان من المقرر توسيع الشوارع البديلة على شبكة المدينة في كلا الاتجاهين. وبطريقة» طبلة راسا«الحقيقية، كان من المقرر هدم كتل المدينة في المنطقة بأكملها المحاطة بهذه الطرق المزدوجة واستبدالها بسلسلة من كتل الألواح الكلاسيكية الحديثة». كان من المقرر تفريغ الكتل المتبقية من أجل تحسين الوصول إلى السيارات ومواقف السيارات، وكان من الضروري الهدم لاستيعاب اتساع الشوارع الأخرى. كان من الممكن أن تؤدي الخطة التجريبية إلى تقسيم المدينة القديمة إلى أربعة أرباع مفصولة بممرات مرور رئيسية، وهدم واسع النطاق للمباني التاريخية وتغيير طابع كتل المدينة المتبقية بشكل أساسي.
تضمنت خطة بول مشروع روماناش وغابرييلا مينينديز و جوزيب لويس سيرت من أجل القصر الرئاسي الجديد، والذي سيكون بالقرب من قلعة سان كارلوس دي المقصورة وقلعة ملوك هافانا الثلاثة، عمل لم يتم تنفيذه مطلقًا.
كتب رافائيل فورنيز في «دراسات هافانا» نقدًا لخطة بيلوتو: كما اقترحت إنشاء جزيرة اصطناعية مستطيلة على البحر يبلغ طولها 2500 قدم وعرضها 100 مترًا، وتربطها بالبر الرئيسي مع امتداد اثنتين من هافانا ستوا؛ أروقة غاليانو وبيلاسكوين. دمرت صور الكتل الخمسة عشر في هافانا ماليكون التاريخية. الجزء الأكثر وحشية كان متجهًا إلى الاستعمار هافانا القديمة. تم تقسيمها إلى أربعة قطاعات بواسطة شبكة من الطرق السريعة غير الضرورية. أصبحت شوارع أفينيدا ديل بويرتو ومورالا وهابانا طرق عبور سريعة مهمة. أربعمائة عام من التاريخ وأكثر من 900 مبنى تاريخي ستختفي بمرسوم. نجت مجموعات بلازا دي لا كاتيدرال ودي أرماس على استحياء؛ وأديرة سان فرانسيسكو وبيلين وميرسيد وسانتا كلارا حصريًا. بدءًا من الأخير وعلى طول وعرض شوارع هافانا وكوبا وأغويار، تم تحديد المنطقة المصرفية والمكاتب والمتاجر من خلال بناء مبان شاهقة مجهولة المصدر. تم تجريف كل النسيج التاريخي وأنواعه المتنوعة والمعقدة من الأفنية في طريق مسدود مع الأشجار لإخفاء مواقف السيارات.

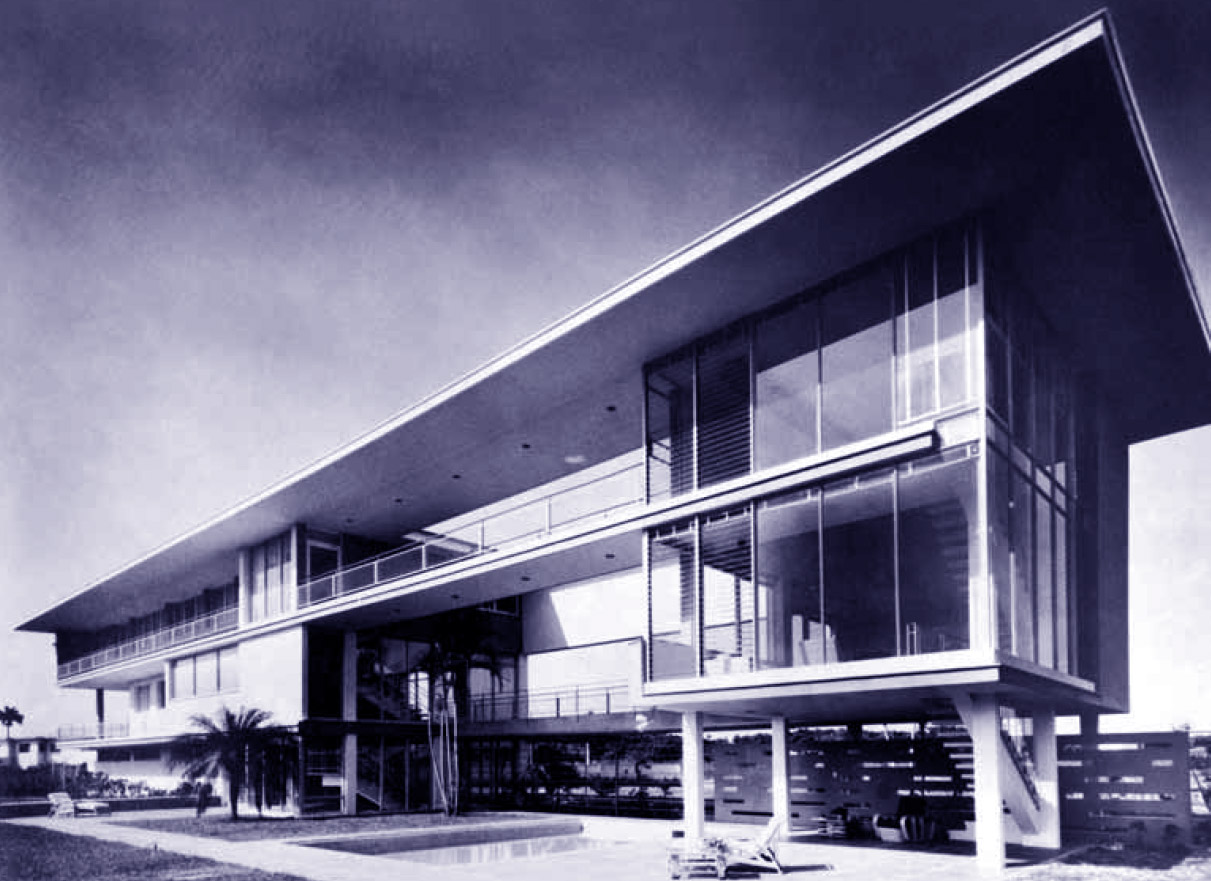
ماريو روماناتش وسيلفيريو بوش. كاسا دي خوسيه نوفال كويتو 1949. تقع في 17A بين 174 و 190 ، كوباناكان.

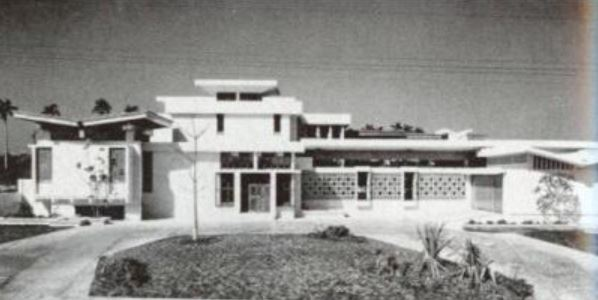
ماريو Romañach_House of Rufino Álvarez_1957

## المشاريع البارزة
في عام 1944، عمل مع المهندسين المعماريين بيدرو مارتينيز إنكلان وأنطونيو كوينتانا في حي ريزيدنسيال أوبريرو دي لويانو، الواقع في منطقة جنوب خليج هافانا. كان المشروع عبارة عن مشروع كان بمثابة تمرين للعمارة الحديثة. كان يحتوي على 1500 منزل وثمانية مجمعات سكنية في مبانٍ من أربعة طوابق وجميع الخدمات التكميلية: الأسواق والمدارس والملاعب الرياضية والمتنزهات.
في عام 1949 فاز مع شريكه، المهندس المعماري سيلفيريو بوش، بالميدالية الذهبية من الكلية الوطنية للمهندسين المعماريين في كوبا لمنزل خوسيه نوفال كويتو. هذا السكن ربما يكون أحد الدعاة الرئيسيين للهندسة المعمارية الكوبية في جميع الأوقات وأحد أفضل الأمثلة على العقلانية في هافانا؛ إنه تفسير حديث ممتاز للعمارة السكنية الكوبية التقليدية. المنزل عبارة عن موشور ممدود، الصندوق الأبيض النموذجي، الذي يُطرح منه جزء، وبالتالي يخلق نوعًا من «الفناء الداخلي»، مثل المنزل الاستعماري الكوبي. يتم ربط المجلدات المفصولة بهذا «الفناء» من خلال معرضين يربطانهما. إنه يتوافق مع ما يمليه العقلاني على الحرف: مخطط أرضي مجاني، ونوافذ متواصلة، وواجهة مجانية، الطيارين، وما إلى ذلك. المنزل ليس فقط استثنائيًا لقيمه المرئية غير العادية، ولكن أيضًا لتكيفه المذهل مع المناخ الاستوائي الكوبي.
مع استخدام مانع الشمس من لو كوربوزييه، حافظ ماريو روماناش على مبادئ التصميم العقلاني كما تكيفت مع البيئة الاستوائية. في البحث عن بنية إقليمية، تم تطوير حوار ديالكتيكي بين المبادئ الرسمية للحركة الحديثة (مومو) والحلول العامية التي يقدمها المسكن الاستعماري الكوبي.
من المثير للاهتمام أن نلاحظ تأثير العمارة اليابانية، وهي ثقافة كان لديه ميل خاص في الأعمال مثل منزل روفينو ألفاريز، الذي بني عام 1957 ويقع في 214 بين 13 و 15، سيبوني، بلايا، أو في المنزل من خط آنا كارولينا، 1956، بني في 216 أ بين 7. أ و 9، سيبوني، بلايا. في كليهما، يتجلى هذا التأثير في الأفقية، والتكيف واحترام الطبيعة المحيطة، وترتيب أسقفها والتعبير عن الهيكل؛ بالإضافة إلى استخدام الخشب في التفاصيل مثل الدرابزين والمشابك. هذان المنزلان هما أفضل أعمال روماناش لتكوينهما الرسمي الممتاز والمساحة، فضلاً عن التعامل الرائع مع التفاصيل. إن اهتمام المهندس المعماري بتكيف المبنى مع المناخ واضح.

## أكاديمي
في عام 1959 وبعد ذلك كان ماريو روماناش أستاذًا في جامعات هارفارد وكورنيل وفي جامعة بنسلفانيا قام بتدريس التصميم المعماري على المستوى المهني. في السبعينيات لعب دورًا رئيسيًا في مهنة الهندسة المعمارية في جامعة سيمون بوليفار في كاراكاس، حيث شارك في وضع المفاهيم والتعريف الأكاديمي والتوجيه. «السيد روماناش (كان) رئيسًا لقسم الهندسة المعمارية بجامعة بنسلفانيا من عام 1971 إلى عام 1974.» في عام 1979، تم تعيينه عضوًا في الأكاديمية الوطنية للتصميم.
استفاد ماريو روماناش بشكل إبداعي من الحلول التقليدية للهندسة المعمارية ودمجها في عملية التوليف، ودروس أساتذة الحداثة الغربية والعمارة اليابانية التقليدية، وخلق لغة حديثة وإقليمية. لهذه الأسباب وغيرها، يعتبر أحد أكثر المهندسين الكوبيين إبداعًا في الخمسينيات من القرن الماضي، في
في نهاية حياته المهنية في وبا، وصل روماناش إلى مستوى عالٍ من التفصيل والتكامل المعماري الرسمي الذي كان بعيدًا عن منتصف القرن الحداثي الكنسي. لقد توقع التناقضات التي دفعت البعض إلى مواجهة العمارة في أمريكا اللاتينية بالعقلانية الزاهدة للحركة الأوروبية الحديثة. توفي في الولايات المتحدة في 8 مارس 1984.

## روابط خارجية
- Casa de José Noval Cueto
- Romañach, Mario | 1949 | Casa Noval Cueto
- Romañach, Mario | 1951 | Peletería California
- Mario Romañach. El arquitecto que sirvió de puente entre Pensilvania y Caracas